# I Danmark er jeg født (album)
 For alternative betydninger, se I Danmark er jeg født. (Se også artikler, som begynder med I Danmark er jeg født)
I Danmark er jeg født er et dansk rap-album lavet af den afdøde sangerinde Natasja Saad. Efter hendes død fik albummet stor opmærksomhed og solgte 30.000 eksemplarer på seks uger, og i 2008 var nummeret Fi er min et hit i radioen. Albummet er lavet med inspiration fra H.C. Andersens gamle vise Danmark, mit Fædreland.
"Gi' Mig Danmark Tilbage" bruger dele af instrumentalnummeret "Wipe Out", som The Surfaris udgav i 1963.

## Spor
| #   | Titel                                     | Producer(e)                                             | Længde |
| --- | ----------------------------------------- | ------------------------------------------------------- | ------ |
| 1.  | "Ildebrand I Byen" (Feat. Pharfar)        | Pharfar                                                 | 3:16   |
| 2.  | "Gully Slang"                             | Bulby & Fatta                                           | 4:07   |
| 3.  | "Fi Er Min"                               | N. Seebach & R. Seebach                                 | 3:26   |
| 4.  | "Op Med Ho'det"                           | Saqib                                                   | 2:39   |
| 5.  | "Gi' Mig Danmark Tilbage"                 | Albert 'Jigsy' Forbes & Roderick 'Penny Bling' Hamilton | 3:32   |
| 6.  | "Mer Vil Ha Mer" (Feat. Eaggerman)        | Pharfar                                                 | 3:20   |
| 7.  | "Gør Det" (Feat. Yepha)                   | WhyYou                                                  | 3:04   |
| 8.  | "Monaco" (Feat. Bukki Blæs)               | Pharfar                                                 | 4:02   |
| 9.  | "Du Er Så Smuk Og Dejlig"                 | Pharfar                                                 | 4:19   |
| 10. | "Timerne Går" (Feat. Mukupa & Luluu Soul) | Pharfar                                                 | 4:58   |
| 11. | "I Danmark Er Jeg Født"                   | Pharfar                                                 | 4:23   |

- Tjalala er et skjult nummer, der kommer efter I Danmark Er Jeg Født.